# روب ديرديك
روبرت ستانلي «روب» ديرديك (بالإنجليزية: Robert Stanley "Rob" Dyrdek)‏ (ولد 28 يونيو 1974) هو نجم تزلج وممثل ومنتج ونجم في مسلسلات الواقع. وهو مشهور في أدائه أدواراً في مسلسلات: Rob & Big (روب وبيغ) وRob Dydek's Fantasy Factory (مصنع خيال روب ديرديك) وبرنامج ريديكيولاسنيس (السخافة).

## بداية حياته
ولد روب لوالديه جين وباتي ديرديك في مدينة كيتيرينغ في أوهايو. اشترك روب في مسابقات التزلج منذ عمر الحادي عشر عندها قام نجم التزحلق الشهير نيل بليندر بإعطائه لوح تزلج كهدية وقال روب عن ذلك «لقد كنت شابا مجتاحا وأردت أن أحترف التزلج بسرعة لقد كنت أجلس في مدرستي وأفكر بكل الأشياء التي أفعلها في تزلجي وعندها أخرج وأفعلها».

## احترافه للتزلج
في عمر الثانية عشر انضم روب ديرديك إلى رعاية الشركة التي كان بليندر عضو بها في بداية مشواره وبعد سنوات ترك ديرديك وبليندر تلك الشركة وصنعا معا شركة اسمياها Alien Workshop (ورشه ألين) وهي الشركة الراعية لروب ديرديك حاليا وأيضاً هو مالكها وفي عمر السادسة عشر قرر روب ترك الثانوية وانتقل إلى جنوب كاليفورنيا ليتابع مشواره مع نجومية لوح التزلج.

## أحذية DC
بعد انتقاله لكاليفورنيا بدأ ديرديك بقيادته لشركه DC للأحذية حيث اختلط بنجم التزلج المشهور داني واي. وصرح ديرديك في مقال «انا اقسم بأني عملت في شركه DC لمدة سنتين تقريبا ولم يعلم داني واي من انا إلا بعدها وانا اعمل في شركته»

## الدعاية والرعاة
روب ديرديك الآن راع رسمي لشركات: DC و Alien Workshop و Silver Trucks وشركه Monster Energy .

## التلفزيون
بدأ روب ديرديك حياته التلفزيونية في برنامج الواقع الذي عرض على إم تي في الذي يسمى Rob & Big (روب وبيغ) الذي عرض من 2006 إلى 2008 وكان معه النجم كريستوفر «بلاك» بويكين مع ابن عمه كريس «دراما» بفاف وصديقه رشوان «بام بام» دافيس. ولكن قرر كريستوفر بويكين ترك البرنامج لأن حبيبته انجب ابناً.
في فبراير 2009 انطلق برنامج Rob Dyrdek's Fantasy Factory (مصنع خيال روب ديرديك) الذي قدم روب وبفاف وفرقه روب ومصنع الخيال هو عبارة عن مستودع حوله ديرديك لمكان يربط فيه بين العمل والهوايات حيث يوجد فيه ارضية تزلج واستديو وارضية ملعب سله ومكتب روب الخاص. حاليا طاقم مصنع الخيال هم روب ديرديك وكريس بفاف وسكوت بفاف وكريستوفر بويكن وشانيل ويست كوست وستيلو بريم
و بعد ذلك أعلن روب ديرديك في إحدى حلقات مصنع الخيال بأنه ينتج برنامجا جديدا باسم ريديكيولاسنيس Ridiculousness (السخافة) وهو برنامج فيديو كوميدي بنجومية روب وستيلو بريم وشانيل ويست كوست.

## حياته الخاصة
روب غير متزوج ولروب ديرديك أخت واحدة فقط اسمها دينيس ديرديك وله ابني عم ظهرا في مصنع الخيال سكوت وكريس بفاف.

## وصلات خارجية
- روب ديرديك على موقع IMDb (الإنجليزية)
- روب ديرديك على موقع ميوزك برينز (الإنجليزية)
- روب ديرديك على موقع إن إن دي بي (الإنجليزية)
- روب ديرديك على موقع قاعدة بيانات الفيلم (الإنجليزية)

- روب ديرديك على قاعدة بيانات الأفلام على الإنترنت